# Resolución 27 del Consejo de Seguridad de las Naciones Unidas
La resolución 27 del Consejo de Seguridad de las Naciones Unidas, adoptada el 1 de agosto de 1947, lanzó un llamamiento a la calma entre Indonesia y los Países Bajos, dentro de la contienda conocida como la Revolución Nacional de Indonesia, para dejar las armas y dejar paso a una mediación pacífica del conflicto.
No se realizó una votación a la totalidad de la resolución, solo por partes.